# H. Bustos Domecq
H. Bustos Domecq är en pseudonym använd för verk skrivna av de argentinska författarna Jorge Luis Borges och Adolfo Bioy Casares. Det första av dessa var Seis problemas para don Isidro Parodi som gavs ut 1942 och utgjordes av parodiska detektivhistorier.